# Selaginella arthritica
Selaginella arthritica är en mosslummerväxtart som beskrevs av Arthur Hugh Garfit Alston. Selaginella arthritica ingår i släktet mosslumrar, och familjen mosslummerväxter. Inga underarter finns listade i Catalogue of Life.